# Philipp Lenard
Philipp Eduard Anton von Lenard (ur. 7 czerwca 1862 w Preszburgu, zm. 20 maja 1947 w Messelhausen) – niemiecki fizyk, laureat Nagrody Nobla w dziedzinie fizyki z 1905 roku za pracę nad promieniowaniem katodowym, a także Medalu Rumforda. Był profesorem Śląskiego Uniwersytetu Fryderyka Wilhelma we Wrocławiu, Uniwersytetu Kolońskiego i Uniwersytet Ruprechta i Karola w Heidelbergu.

## Twórczość i poglądy
Zajmował się badaniem właściwości promieniowania kanalikowego (zob. historia spektrometrii mas) i elektronów pochodzących ze zjawiska fotoelektrycznego, obliczył rozmiar elektronu, odkrył zjawisko nierównomiernego rozłożenia dodatniego ładunku w atomie (ale nie wyprowadził z tego faktu pojęcia jądra atomowego), odkrył polaryzację ładunku w kroplach deszczu (tzw. efekt Lenarda). Szczególnie duże znaczenie miały jego prace dotyczące zewnętrznego zjawiska fotoelektrycznego. W 1902 zapoczątkował badanie przenikania elektronów przez materię.
Lenard znany był ze swych antysemickich i faszystowskich poglądów. Po przegranej przez Niemcy I wojnie światowej, traktacie wersalskim i powstaniu Republiki Weimarskiej, fanatyczny monarchista Lenard już od początku lat dwudziestych XX wieku przypisywał klęskę Niemiec „spiskowi żydowskiemu”. Wprowadził pojęcie „fizyka aryjska”, uczestniczył w badaniach nad skonstruowaniem niemieckiej bomby atomowej. Był fanatycznym nacjonalistą, współpracował z reżimem hitlerowskim.
W roku 1929 opublikował książkę Große Naturforscher (Wielcy badacze natury), w której pominął naukowców pochodzenia żydowskiego oraz propagował fizykę aryjską. W roku 1936 wydał czterotomowy podręcznik Deutsche Physik („Fizyka niemiecka”), w którym zwalczał stworzone przez Alberta Einsteina teorię względności i mechanikę kwantową jako naukę żydowską.